# Gordiano III
Marco Antonio Gordiano (en latín: Marcus Antonius Gordianus; 20 de enero de 225 - febrero de 244), conocido como Gordiano III, emperador romano de 238 a 244.
Gordiano III nació como hijo de Antonia Gordiana, hija de Gordiano I y hermana de Gordiano II. El nombre del padre no ha sido trasmitido, al igual que el suyo propio antes de adoptar el nombre de su abuelo en 238.

## Biografía

### Orígenes familiares
Su familia era de rango ecuestre, modesta, pero muy adinerada, aunque Gordiano estaba relacionado con senadores prominentes. Sus praenomen y nomen, Marco Antonio, sugieren que sus antepasados paternos recibieron la ciudadanía romana bajo el triunviro Marco Antonio, o una de sus hijas, durante la  época final de la  República romana tardía. El cognomen Gordiano sugiere que los orígenes de su familia estaban ubicados en Anatolia, relacionado con la historia del nudo gordiano, especialmente Galacia y Capadocia.

### Ascenso

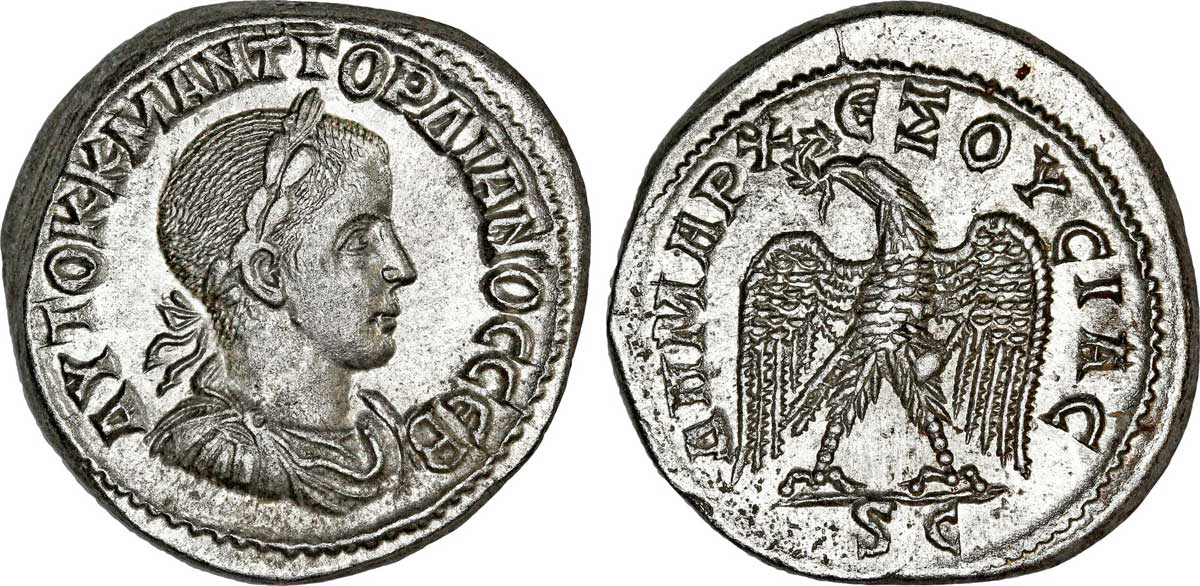
Moneda de Gordiano III.

Maximino el Tracio, emperador romano tras el asesinato de Alejandro Severo era muy impopular en muchos círculos de la sociedad romana. Esto llevó a una revuelta en el norte de África. Los rebeldes proclamaron a Gordiano I como emperador y consiguieron su reconocimiento por parte del Senado. Maximino fue declarado enemigo público. Sin embargo, Gordiano I y su hijo Gordiano II cayeron en la batalla contra las tropas del gobernador de Numidia, Capeliano, quien había seguido fiel a Maximino. 
Mientras tanto, Maximino empezó su marcha sobre Roma. En su defensa, el Senado proclamó dos nuevos emperadores, Balbino y Pupieno. Estos eran muy impopulares en la ciudadanía de Roma y fueron obligados a adoptar a Gordiano III como sucesor ya que su abuelo y tío respectivamente gozaban aún de una muy buena reputación.
Tras el reinado de tan sólo noventa y nueve días de los dos emperadores, que terminó con el asesinato de ambos por parte de los pretorianos, Gordiano III fue proclamado emperador a la edad de solamente 13 años el 29 de julio de 238.

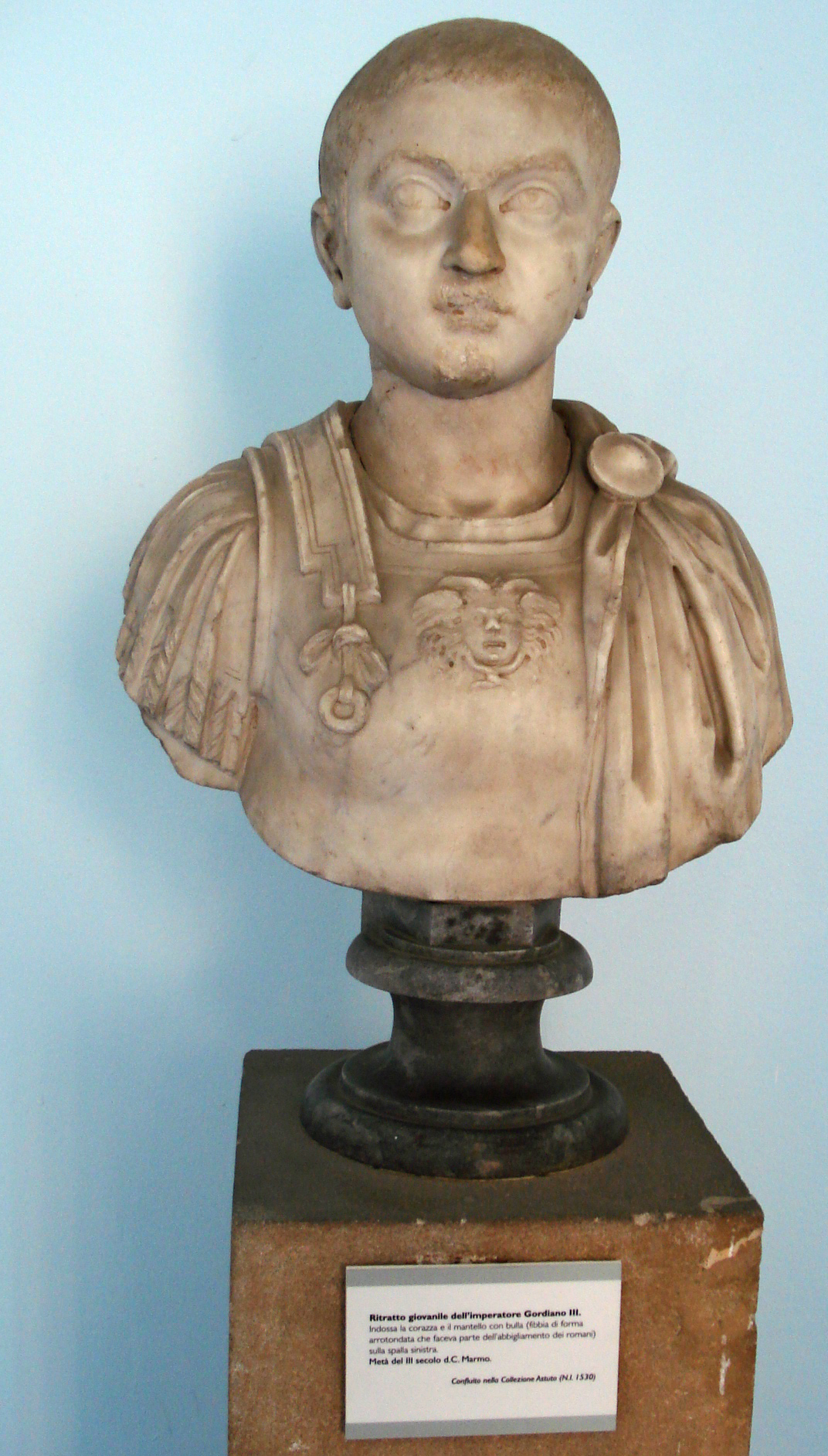
Gordiano III. Museo Arqueológico Regional de Palermo, Italia.

### Reinado
Gordiano proclamó casi enseguida a su tutor y mentor Timesteo, prefecto del pretorio y este se ocupó también de una buena parte del gobierno del estado. En 241 Gordiano se casó con Furia Sabina Tranquilina, hija de Timesteo.
En esta época empezaron casi simultáneamente ataques de los germanos sobre las fronteras del Rin y del Danubio y los persas bajo Sapor I invadieron Mesopotamia pasando las fronteras del río Éufrates. Gordiano abrió las puertas del templo de Jano por última vez en la historia y se puso en marcha hacia Oriente Próximo con su ejército. 
Consiguió una victoria sobre los persas en la Batalla de Resaena (243), los cuales fueron expulsados a la otra orilla del Éufrates. Cuando estaba planificando conjuntamente con Timesteo la campaña militar en territorio enemigo, su suegro murió en oscuras circunstancias.

### Muerte
En esta situación, Gordiano encargó el liderazgo de los pretorianos a Marco Julio Filipo, Filipo el Árabe, y siguió con la expedición. A principios de 244 los persas comenzaron su contraataque y en sus crónicas mencionan una gran victoria en Misiche, cerca de la actual Faluya (Irak) en cuyo transcurso dicen haber matado a Gordiano III. Sin embargo, las fuentes romanas no mencionan esta batalla, situando a Gordiano más río arriba y apuntan a que fue asesinado por Filipo, quien por su parte aspiraba al trono y consiguió así ser proclamado emperador.
Tras su muerte, Gordiano fue deificado por el Senado con la oposición del nuevo emperador. Este probablemente cedió para evitar revueltas populares por la muerte de su popular antecesor.

## Bibliografía

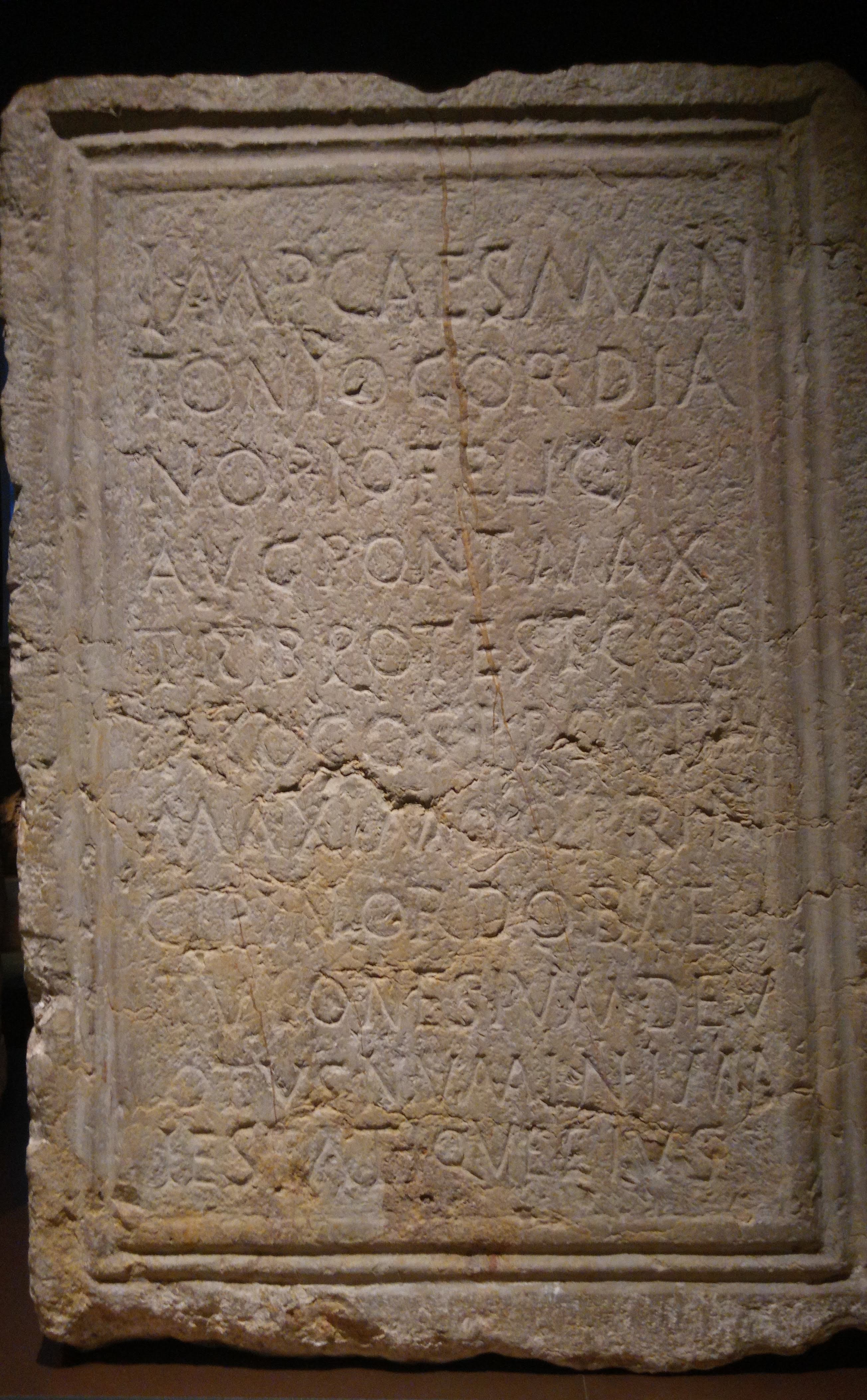
Inscripción honoraria procedente de Baetulo (Badalona, Barcelona, España) dedicada ordo decurionis a Gordiano III.